# Annalen der Physik
Annalen der Physik – jedno z najstarszych czasopism naukowych traktujących o fizyce, które wydawane jest od 1799 roku. Na łamach periodyku publikowane są  oryginalne, recenzowane artykuły z zakresu fizyki doświadczalnej, teoretycznej, stosowanej i matematycznej. Redaktorem naczelnym publikacji jest Stefan Hildebrandt.

## Historia
Czasopismo jest następcą tytułu „Journal der Physik”, publikowanego w latach 1790–1794, i „Neues Journal der Physik” publikowanego w latach 1795–1797. Pod tytułem „Annalen der Physik” pismo ukazuje się od 1900 roku, a poprzednie tytuły, pod którymi wydawane było pismo to: „Annalen der Physik und der physikalischen Chemie”, „Annalen der Physik und Chemie” (1824–1899) i „Wiedemanns Annalen”.
Założycielem pisma w 1790 roku był profesor fizyki i chemii na Uniwersytecie w Halle Friedrich Albert Carl Gren. Celem wydawania było zapoznanie niemieckojęzycznych czytelników z wynikami badań matematycznych i chemicznych oraz informowanie o publikacjach w innych czasopismach niemieckich i zagranicznych. Pismo zdobyło dość szybko renomę, a jego publikacje były tłumaczone lub recenzowane w czasopismach zagranicznych. Periodyk kupowały nie tylko biblioteki uniwersyteckie, ale również szkoły średnie i techniczne. Prace publikowane w „Annalen der Physik” odzwierciedlały rozwój badań fizycznych i chemicznych w XIX wieku. W latach 20. XX wieku czasopismo straciło swoją pozycję na rzecz „Zeitschrift für Physik”. Wraz z falą emigracji w 1933 roku niemieckojęzyczne czasopisma straciły wielu swoich najlepszych autorów. Podczas II wojny światowej pismo nie ukazywało się, a wydawanie wznowiono w 1947 roku w radzieckiej strefie okupacyjnej. Po wznowieniu pismo nie mogło publikować artykułów z zakresu fizyki jądrowej, półprzewodników, technologii wysokiej częstotliwości i elektroniki.
W latach 60. XX wieku siedzibę redakcji „Zeitschrift für Physik” przeniesiono do Niemiec Zachodnich, a „Annalen der Physik” było wydawane w Lipsku przez fizyków z NRD.
W 1998 roku czasopismo zostało sprzedane Lisher Wiley-VCH. Czasopismo zaczęło być wydawane w formie elektronicznej, a jego archiwalne numery zostały zeskanowane i publicznie udostępnione w formie elektronicznej. W 2012 roku zaplanowano zmiany w sposobie wydawania czasopisma z jego nowym redaktorem i nową zawartością.

## Język
Początkowo „Annalen der Physik” publikowane było wyłącznie w języku niemieckim, który był wówczas wiodącym językiem naukowym. Od lat 50. do 80. XX wieku czasopismo wydawane było równocześnie w języku niemieckim i angielskim. Początkowo tylko zagraniczni autorzy pisali artykuły po angielsku, ale od lat 70. niemieckojęzyczni pisarze coraz częściej pisali po angielsku, aby dotrzeć do międzynarodowej publiczności. Od zjednoczenia Niemiec w 1990 roku jest wydawane tylko w języku angielskim.

## Albert Einstein
W sumie na łamach periodyku opublikowano 49 artykułów autorstwa Alberta Einsteina. Pierwszy ukazał się w 1901 roku. W 1905 roku w piśmie ukazały się cztery prace. Dotyczyły hipotezy kwantów światła, za która w 1921 dostał Nagrodę Nobla w dziedzinie fizyki, ruchów Browna, teorii względności i proporcjonalności energii i masy ciała. Ten numer pisma po latach stał się kolekcjonerskim rarytasem wśród bibliofilów.  

## Redaktorzy naczelni
Pierwsi naczelni periodyku:
- Friedrich Albrecht Carl Gren (1790–1797, „Journal der Physik” / „Neues Journal der Physik”)[12]
- Ludwig Wilhelm Gilbert (1799–1824, „Annalen der Physik” / „Annalen der Physik und der physikalischen Chemie”)[13]
- Johann Christian Poggendorff (1824–1876, „Annalen der Physik und Chemie”)[14]
- Gustav Heinrich Wiedemann (1877–1899, „Annalen der Physik und Chemie”)[15]
- Paul Karl Ludwig Drude (1900–1906, „Annalen der Physik”)[16]